# Xenokleides (Chalkis)
Xenokleides war ein pro-römischer Politiker aus Chalkis. Zusammen mit Mykithion war er der Führer der Anhänger Roms in der Stadt, konnte kurz vor dem Beginn des Römisch-Syrischen Krieges (192–188 v. Chr.) aber nicht verhindern, dass die Stadt sich auf die Seite Antiochos’ III. und gegen Rom stellte. Auch das Fehlen des politischen Führers ihrer Gegner Euthymides, der nach seiner Vertreibung bei den Aitolern Zuflucht gesucht hatte, und der Einsatz von Titus Quinctius Flamininus und Eumenes II. auf seiner Seite konnte den Abfall der Stadt verhindern.